# Malesína
Malesína, en grec moderne : Μαλεσίνα, est un village et ancien dème du district régional de Phthiotide, en Grèce-Centrale. Depuis 2010, le dème est fusionné au sein du dème des Locriens.
Selon le recensement de 2011, la population du village compte 3 833 habitants tandis que celle du dème s'élève à 4 526 habitants.